# Chieming

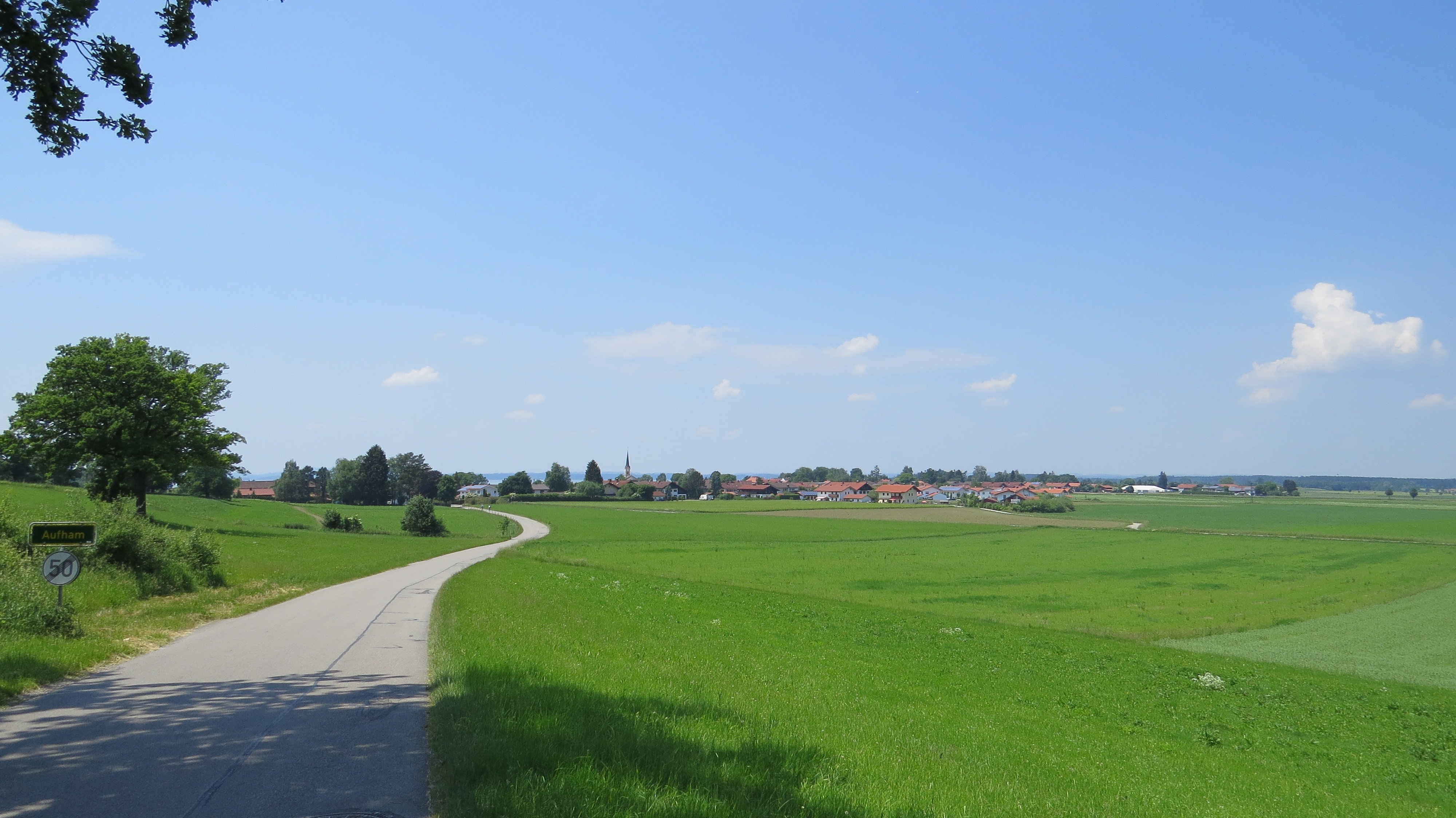
Chieming von Osten

Chieming [ˈkiːmɪŋ] ist eine Gemeinde, ein Pfarrdorf und eine Gemarkung im oberbayerischen Landkreis Traunstein. Chieming liegt am Ostufer des Chiemsees an der Chieminger Bucht und ist ein Ferien- und Erholungsort.
Namensgeber für den Chiemgau ist der Legende nach ein Gaugraf „Chiemo“. Allerdings gibt es keine Belege, ob er jemals gelebt hat.

## Geographie

### Lage
Chieming liegt in der Planungsregion Südostoberbayern im Chiemgau am Ostufer des Chiemsees an der Chieminger Bucht. Im Süden des Ortes und in der Gemarkung Chieming liegt der Pfeffersee, auch Pfaffersee genannt. Die Gemarkung Chieming hat eine Fläche von etwa 1573 Hektar und liegt vollständig auf dem Gebiet der Gemeinde Chieming. Auf ihr lebten 2011 etwa 3152 Einwohner.

### Gemeindegliederung
Es gibt 38 Gemeindeteile (in Klammern ist der Siedlungstyp angegeben):
- Arlaching (Dorf)
- Aufham (Weiler)
- Außerlohen (Weiler)
- Billing (Einöde)
- Chieming (Pfarrdorf)
- Egerer (Dorf)
- Eglsee (Dorf)
- Fehling (Dorf)
- Grilling (Pfarrdorf)
- Hart
- Hilleck (Einöde)
- Holzmann (Einöde)
- Hub (Weiler)
- Ising (Pfarrdorf)
- Kainrading (Weiler)
- Kleeham (Weiler)
- Knesing (Dorf)
- Kötzing (Einöde)
- Laimgrub (Dorf)
- Lenglach (Einöde)
- Manholding (Dorf)
- Meising (Einöde)
- Neubauer (Einöde)
- Oberhochstätt (Dorf)
- Öd (Einöde)
- Pfaffing (Dorf)
- Pittersdorf (Einöde)
- Schützing (Weiler)
- Siedenberg (Dorf)
- Storfling (Weiler)
- Stöttham (Kirchdorf)
- Tabing (Dorf)
- Thauernhausen (Dorf)
- Unterhochstätt (Weiler)
- Wald (Weiler)
- Weidach (Dorf)
- Weidboden (Einöde)
- Wimpersing (Weiler)

Es gibt die Gemarkungen Chieming, Hart, Ising und Oberhochstätt (Gemarkungsteil 0).

### Klima
|                       | Jan | Feb | Mär | Apr | Mai | Jun | Jul | Aug | Sep | Okt | Nov | Dez |   |      |
| Mittl. Tagesmax. (°C) | 2   | 4   | 9   | 13  | 18  | 21  | 23  | 22  | 19  | 14  | 8   | 3   | ⌀ | 13   |
| Mittl. Tagesmin. (°C) | −6  | −4  | −1  | 3   | 7   | 11  | 12  | 12  | 9   | 4   | 0   | −4  | ⌀ | 3,6  |
|                       |     |     |     |     |     |     |     |     |     |     |     |     |   |      |
| Niederschlag (mm)     | 109 | 98  | 111 | 140 | 175 | 189 | 216 | 184 | 120 | 102 | 120 | 126 | Σ | 1690 |
|                       |     |     |     |     |     |     |     |     |     |     |     |     |   |      |
| Regentage (d)         | 16  | 15  | 15  | 16  | 17  | 19  | 18  | 18  | 14  | 13  | 14  | 15  | Σ | 190  |
|                       |     |     |     |     |     |     |     |     |     |     |     |     |   |      |
| Luftfeuchtigkeit (%)  | 80  | 78  | 73  | 71  | 72  | 72  | 72  | 74  | 77  | 80  | 82  | 84  | ⌀ | 76,2 |

| −6 |

| −4 |

| −1 |

| 3 |

| 7 |

| 11 |

| 12 |

| 12 |

| 9 |

| 4 |

| 0 |

| −4 |

| −6 |

| −4 |

| −1 |

| 3 |

| 7 |

| 11 |

| 12 |

| 12 |

| 9 |

| 4 |

| 0 |

| −4 |

## Geschichte

### Antike
Die günstige Lage am See mit Ackerflächen, Wäldern und Auen unweit von Salzvorkommen lieferte Nahrungsgrundlagen, die eine erste Besiedlung der Region in der Steinzeit ermöglichte, die allerdings dünn blieb, bis zum Bau der römischen West-Ost-Verkehrsachse und Militärstraße Via Julia von Augsburg (Augusta Vindelicorum) nach Salzburg (Juvavum). Mit dieser Straße verdichtete sich die Besiedlung mit Gutshöfen (Villae rusticae) zur Versorgung der Legion. Die ältesten Gräber, die bisher gefunden wurden, stammen aus der zweiten Hälfte des 6. Jahrhunderts, zur Zeit der bajuwarischen Landnahme.

### Mittelalter
Ein erster gesicherter urkundlicher Nachweis erfolgte 790 in der Notitia Arnonis. Die Namen Chiemgau und Chiemsee hängen mit dem Ortsnamen Chieming zusammen, der meist von dem althochdeutschen Personennamen „Chiemo“ (7./8. Jahrhundert) abgeleitet wird.
Die Schreibweise Kieming wurde 1568 von Philipp Apian in den Bairischen Landtafeln verwendet und findet sich auch noch im 19. Jahrhundert im Blatt No. 768 Frauenchiemsee und Umgebung aus dem Jahr 1847 der Bayerischen Uraufnahme sowie in der Literatur.

Seit spätestens 1211 war Chieming Pfarrsitz.  Von 1632 bis 1803 war Chieming eine Baumburger Klosterpfarrei.

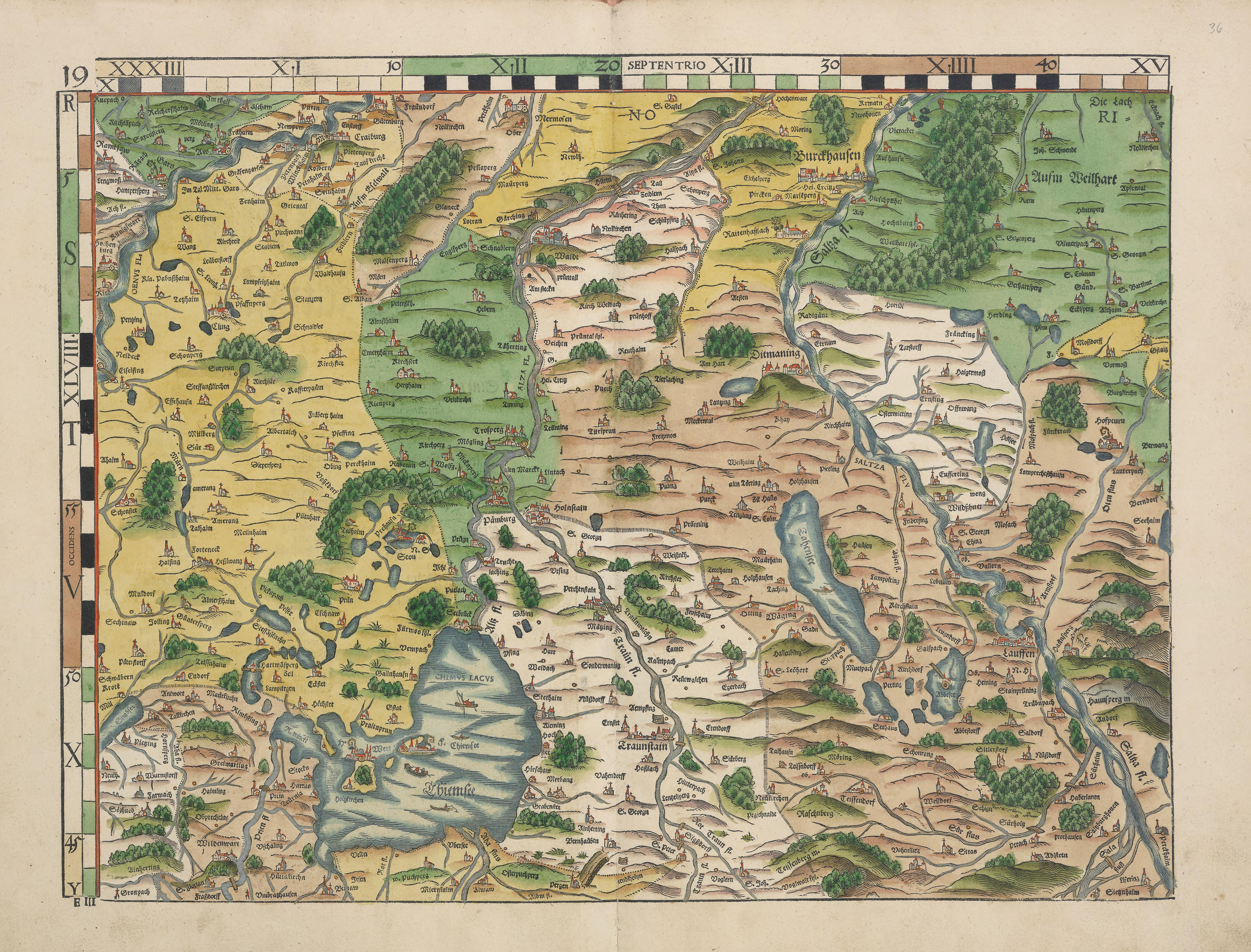
„Kieming“ auf Philipp Apians Bairischen Landtafeln von 1568

### Entstehung des Königreichs Bayern

#### Staatsrechtlich
Das Kurfürstentum Bayern wurde Anfang 1806 zum Königreich erhoben. Der formelle Austritt Bayerns aus dem Verband des Heiligen Römischen Reiches unter Verzicht auf die Kurwürde erfolgte erst im Juli 1806 mit der Rheinbundakte. Im Zuge der staatlichen Neuordnung in Bayern wurde Chieming durch das Gemeindeedikt von 1818 eine politische Gemeinde mit den zugehörigen Ortschaften Aufham, Außerlohen, Eglsee, Kleeham, Laimgrub, Pfaffing, Manholding, Schützing, Stöttham und Weidach. Egerer und Neubauer kamen um 1850 dazu.

#### Kirchenrechtlich
Die offene Hofmark Chieming war bis zur Säkularisierung in Bayern 1803 im Besitz des Klosters Baumburg, Chieming wurde vom Kloster auch seelsorgerisch betreut. 1805 wurde die weltliche Pfarrei Chieming errichtet.

#### Wirtschaftlich und Soziologisch
Beginnend etwa 1870 wurde Chieming zu einem immer beliebteren Bade- und Erholungsort. 

### Zeit des Nationalsozialismus
Auf Chieminger Gemeindegebiet sollte zwischen Schützing und Arlaching auf Hitlers ausdrücklichen Wunsch hin eine Elite-Universität, die Hohe Schule der NSDAP, entstehen. Die vom NS-Architekten Hermann Giesler entworfene Anlage sollte sich in Nord-Süd-Ausrichtung etwa 1,7 Kilometer entlang des Chiemseeufers erstrecken. Realisiert wurde der Monumentalbau kriegsbedingt nie.

### Eingemeindungen
Im Laufe der Gebietsreform in Bayern kamen die Gemeinden Hart und Ising (amtliche Umbenennung am 30. Oktober 1965, vorher Tabing) am 1. Januar 1972 hinzu. Am 1. Januar 1982 gab die Gemeinde Grabenstätt ein Gebiet mit mehr als 50 Einwohnern an die Gemeinde Chieming ab. Hierbei handelte es sich um Teile der ehemaligen Gemeinde Oberhochstätt mit deren Hauptort. 

### Ausgliederungen
Am 1. Juli 1972 wurde ein Gebiet mit etwa 60 Einwohnern (Gemeindeteil Graben) an die Nachbargemeinde Seebruck abgetreten.

### Einwohnerentwicklung
Zwischen 1988 und 2018 wuchs die Gemeinde von 3793 auf 4936 um 1143 Einwohner beziehungsweise um 30,1 Prozent.
| Jahr      | 1961 | 1970 | 1987 | 1991 | 1995 | 2000 | 2005 | 2010 | 2015 | 2020 |
| --------- | ---- | ---- | ---- | ---- | ---- | ---- | ---- | ---- | ---- | ---- |
| Einwohner | 3045 | 3344 | 3685 | 4085 | 4189 | 4308 | 4475 | 4538 | 4827 | 5026 |

## Politik

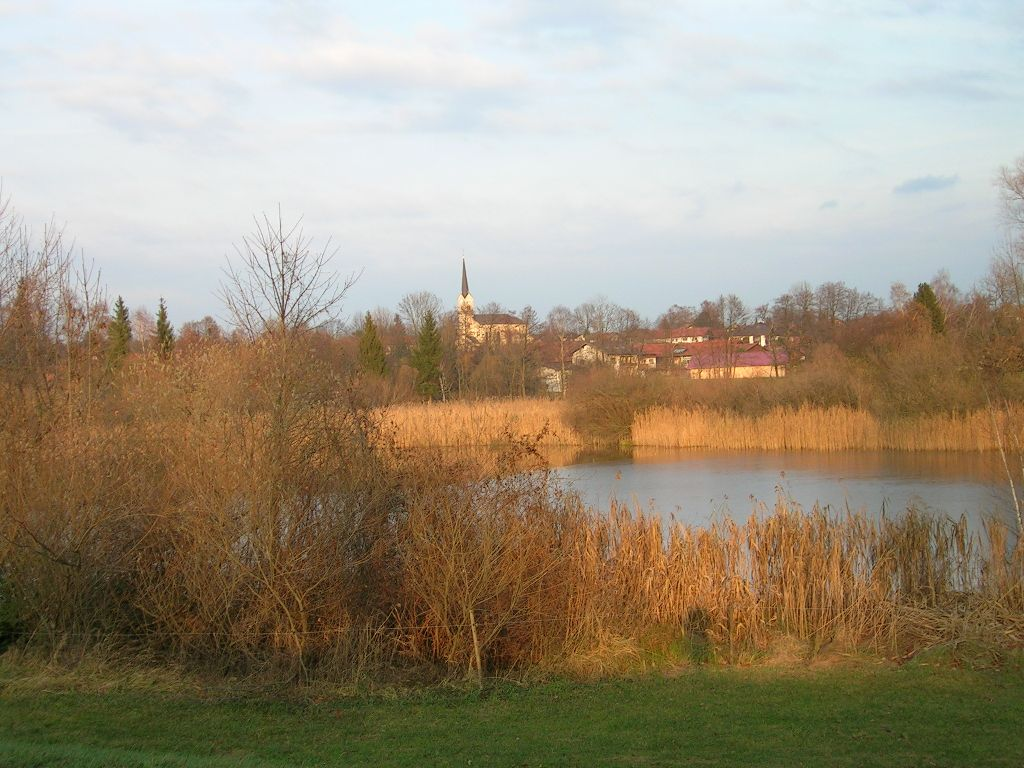
Chieming vom Pfeffersee aus gesehen

### Bürgermeister
Stefan Reichelt (CSU) ist seit 1. Mai 2020 Erster Bürgermeister; dieser wurde am 29. März 2020 in der Stichwahl mit 54,43 % der Stimmen gewählt. Seine Vorgänger waren
- Benno Graf (Unabhängige Wähler): Mai 2002 – April 2020
- Maximilian Brunner (CSU): bis April 2002

### Gemeinderat
Durch die Gemeinderatswahl vom 15. März 2020 ergab sich folgende Sitzverteilung:
- CSU: 6 Sitze (32,83 %)
- Bündnis 90/Die Grünen: 5 Sitze (31,94 %)
- Unabhängige Wähler (UW): 3 Sitze (20,65 %)
- Bürgerlich-Bäuerliche Wählergruppe (BBW): 2 Sitze (14,58 %)

### Wappen
| | Blasonierung: „Über blauem Wellenschildfuß in Silber schräg gekreuzt ein schwarzer Schlüssel und ein gestürztes rotes Schwert.“ |
| Wappenbegründung: Der Wellenschildfuß versinnbildlicht die geografische Lage der Gemeinde am Chiemsee. Der Schlüssel, Attribut des heiligen Petrus, erinnert an die im 19. Jahrhundert abgebrochene St.-Peters-Kirche von Chieming und stellt zugleich einen Bezug zu Salzburg her. Das Salzburger Kloster St. Peter hatte über Jahrhunderte Grundbesitz im Gemeindegebiet. Die Pfarrei Chieming gehörte zur Diözese Salzburg. Das Schwert verweist auf die frühe Geschichte Chiemings, die Lage an der wichtigen römischen West-Ost-Verkehrsachse und Militärstraße von Salzburg (Juvavum) nach Augsburg (Augusta Vindelicorum) und auf die Zeit der bajuwarischen Landnahme. Dabei hatte Chiemo, von dem Chieming, der Chiemsee und der Chiemgau ihre Namen ableiten, als Anführer eines Siedlungsverbands große Bedeutung. Das im Gemeindegebiet von Chieming gefundene älteste Reihengräberfeld wird auf die zweite Hälfte des 6. Jahrhunderts datiert. Dieses Wappen wird seit 1980 geführt. | |

## Sehenswürdigkeiten

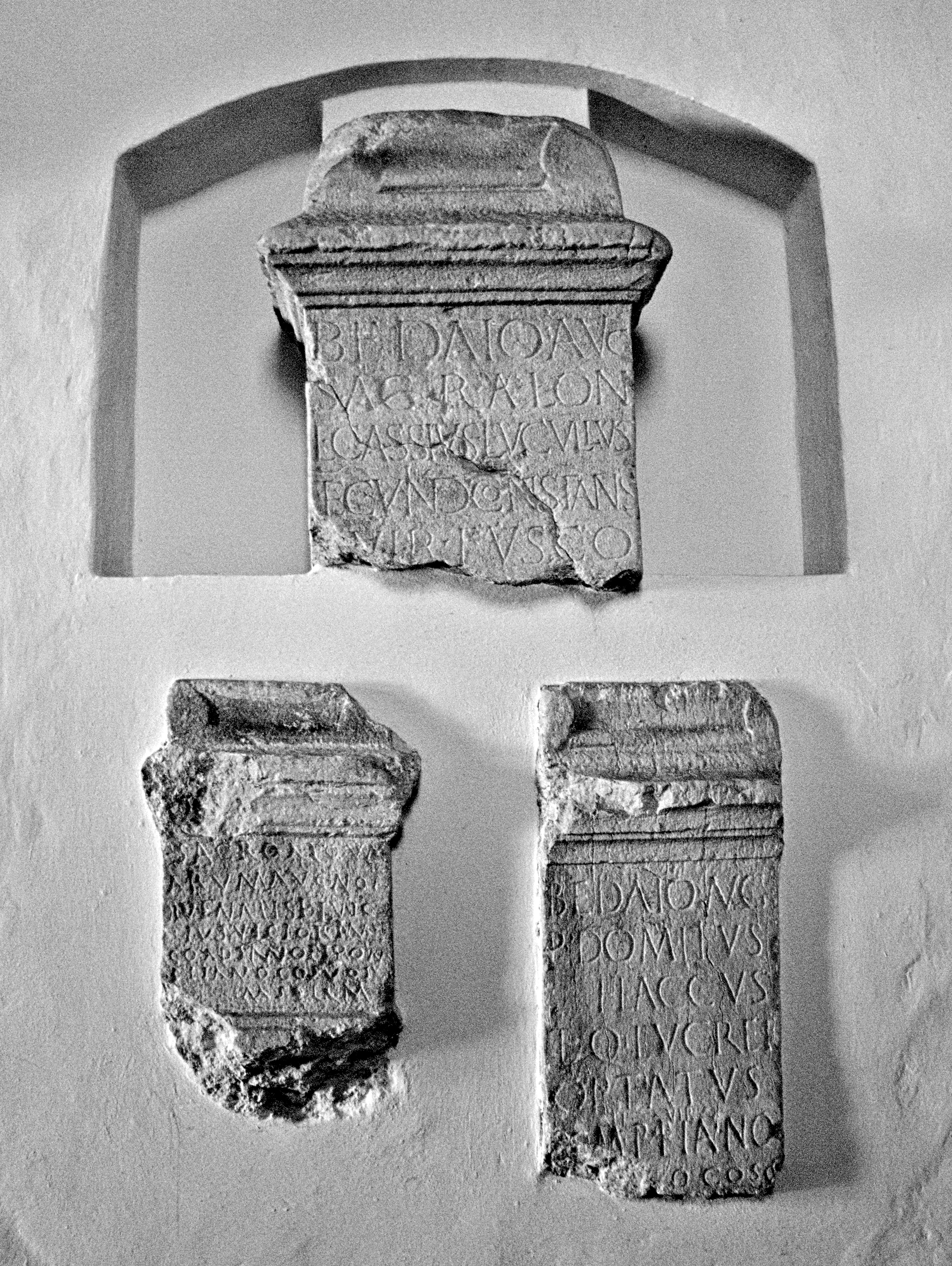
Drei Römische Weihesteine in der Pfarrkirche

- Die Pfarrkirche Mariä Himmelfahrt ist ein kreuzgewölbter Saalbau mit halbrunder Apsis. Sie wurde 1882/83 und 1891  nach Plänen des Münchner Architekten Johann Marggraff im neuromanischen Stil errichtet. Treibende Kraft beim Neubau war der Pfarrer Conrad Korntheur.[19] Beim Abbruch der alten Kirche kamen drei Römische Weihesteine zum Vorschein, die sich heute im Turmgeschoss befinden. Die stilgleiche Innenausstattung und Ausmalung wurde vom Architekten Joseph Elsner entworfen und aus seinen Münchner Werkstätten geliefert. Das Altargemälde schuf um 1885 Max Fürst aus Reichenhall. Das Gemälde der Heiligen Sebastian und Georg an der Langhaussüdwand stammt von einem ehemaligen Seitenaltar und ist 1663 von Ruprecht Schweindl aus Altenmarkt signiert.
- Der Bauernhof Beim Karl aus dem Jahr 1875 im Gemeindeteil Thauernhausen ist ein dreigeschossiger Einfirsthof mit großem Schüttboden für das Getreide im obersten Geschoss.

## Wirtschaft und Infrastruktur

### Wirtschaft einschließlich Land- und Forstwirtschaft
Im Jahr 2020 gab es nach der amtlichen Statistik in der Land- und Forstwirtschaft 50, im produzierenden Gewerbe 672 und im Bereich Handel und Verkehr 427 sozialversicherungspflichtig Beschäftigte am Arbeitsort. In sonstigen Wirtschaftsbereichen waren am Arbeitsort 484 Personen sozialversicherungspflichtig beschäftigt. Sozialversicherungspflichtig Beschäftigte am Wohnort gab es 1845. Durchschnittlich 74 Einwohner waren arbeitslos. Im verarbeitenden Gewerbe gab es sechs, im Bauhauptgewerbe drei Betriebe. Zudem bestanden im Jahr 2016 63 landwirtschaftliche Betriebe mit einer landwirtschaftlich genutzten Fläche von 1752 ha, davon waren 744 ha Ackerfläche und 1008 ha Dauergrünfläche.

### Verkehr
Chieming ist über die Staatsstraße St 2096 und andere Verbindungsstraßen mit der dicht am Ort vorbeiführenden Staatsstraße St 2095 Rosenheim – Traunstein sowie in südlicher Richtung mit der A 8 München-Salzburg verbunden. Chieming hat einen Anleger der Chiemsee-Schifffahrt, der jedoch außerhalb der Saison nicht angesteuert wird.
Nächstgelegene Bahnhöfe sind Matzing an der Traun-Alz-Bahn (Bahnstrecke Traunstein–Garching) sowie Traunstein und Übersee an der Bahnstrecke Rosenheim–Salzburg.
Chieming hat Anschluss zu den Buslinien der RVO:
- 9520  Traunstein – Grabenstätt – Chieming – Seebruck – Prien am Chiemsee
- 9522  Traunstein – Nußdorf – Truchtlaching – Obing – Schnaitsee
- 9513  Chieming – Sondermoning – Traunreut
- N5 Nachtexpress: Traunstein – Chieming – Seebruck – Seeon – Obing.

### Bildung
Es gibt folgende Einrichtungen (Stand: 2021):
- drei Kindertageseinrichtungen: 232 genehmigte Betreuungsplätze, 177 betreute Kinder
- zwei Grund- und Mittelschulen: 17 Lehrkräfte, 202 Schülerinnen und Schüler
- Gymnasien: Landschulheim Schloss Ising mit verschiedenen Ausbildungsrichtungen: 34 Lehrkräfte, 405 Schülerinnen und Schüler

## Persönlichkeiten
- Wolfgang Klausner (1906–1958), Politiker der BVP, NSDAP, CSU (MdB)
- Isabella Nadolny (1917–2004), Schriftstellerin
- Sten Nadolny (* 1942), Schriftsteller, wuchs in Chieming auf
- Adalbert H. Lhota (1946–2022), österreichisch-schweizerischer Manager
- Norbert Niemann (* 1961), Schriftsteller